# Otto Freundlich
Otto Freundlich (Słupsk, 10 luglio 1878 – Majdanek, 9 marzo 1943) è stato un pittore e scultore tedesco di origine ebraica. Fece parte della prima generazione di artisti a dedicarsi all'arte astratta.

## Biografia

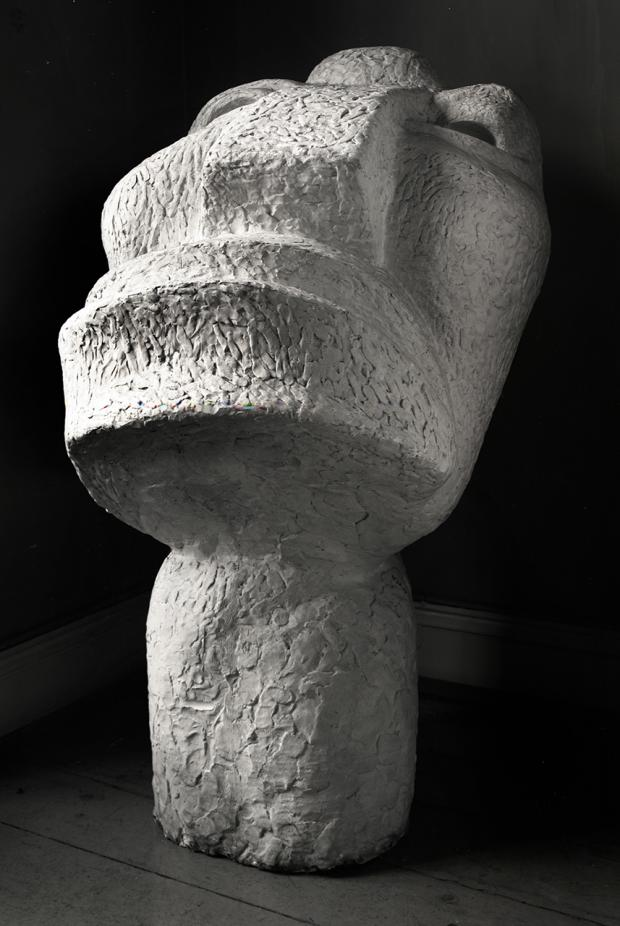
Grande Tête, 1912, gesso. La scultura fu ostracizzata dai nazisti come arte degenerata ed esposta col titolo Der Neue Mensch (L'uomo nuovo) —già presso Hambourg, Museum für Kunst und Gewerbe.

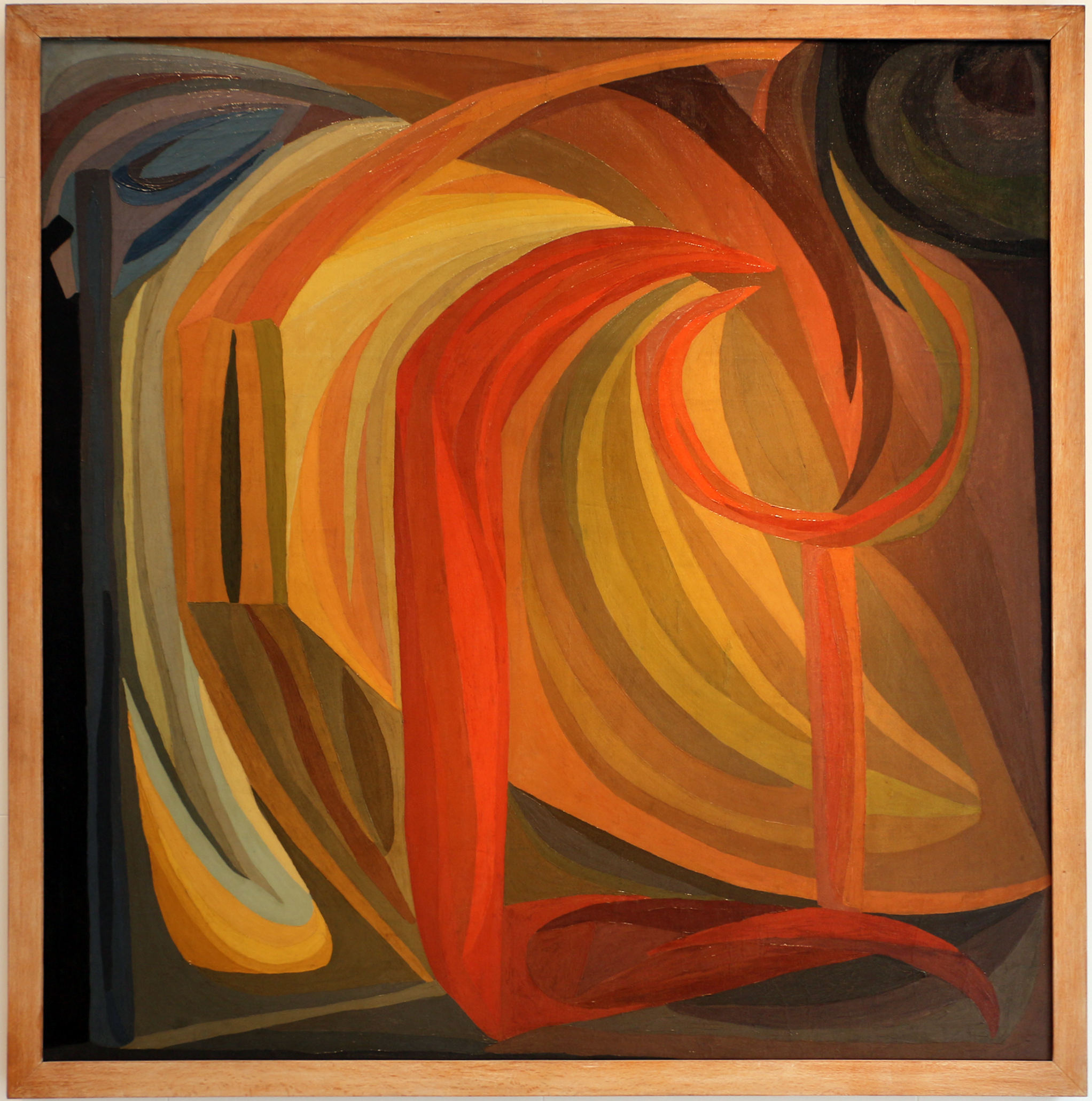
Composition, 1911, Musée d'art moderne de la Ville de Paris

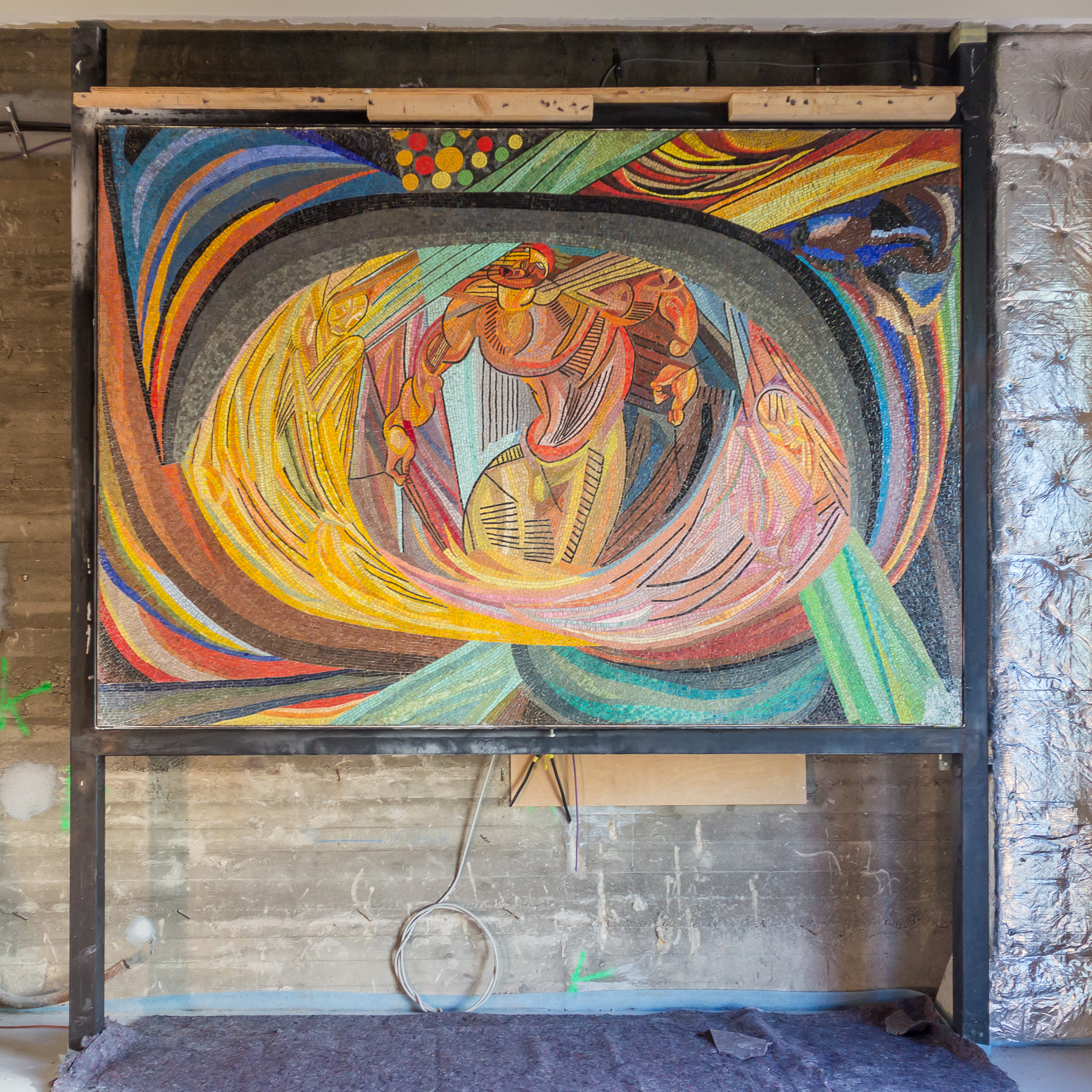
Die Geburt des Menschen, 1919, mosaico, teatro Oper Köln

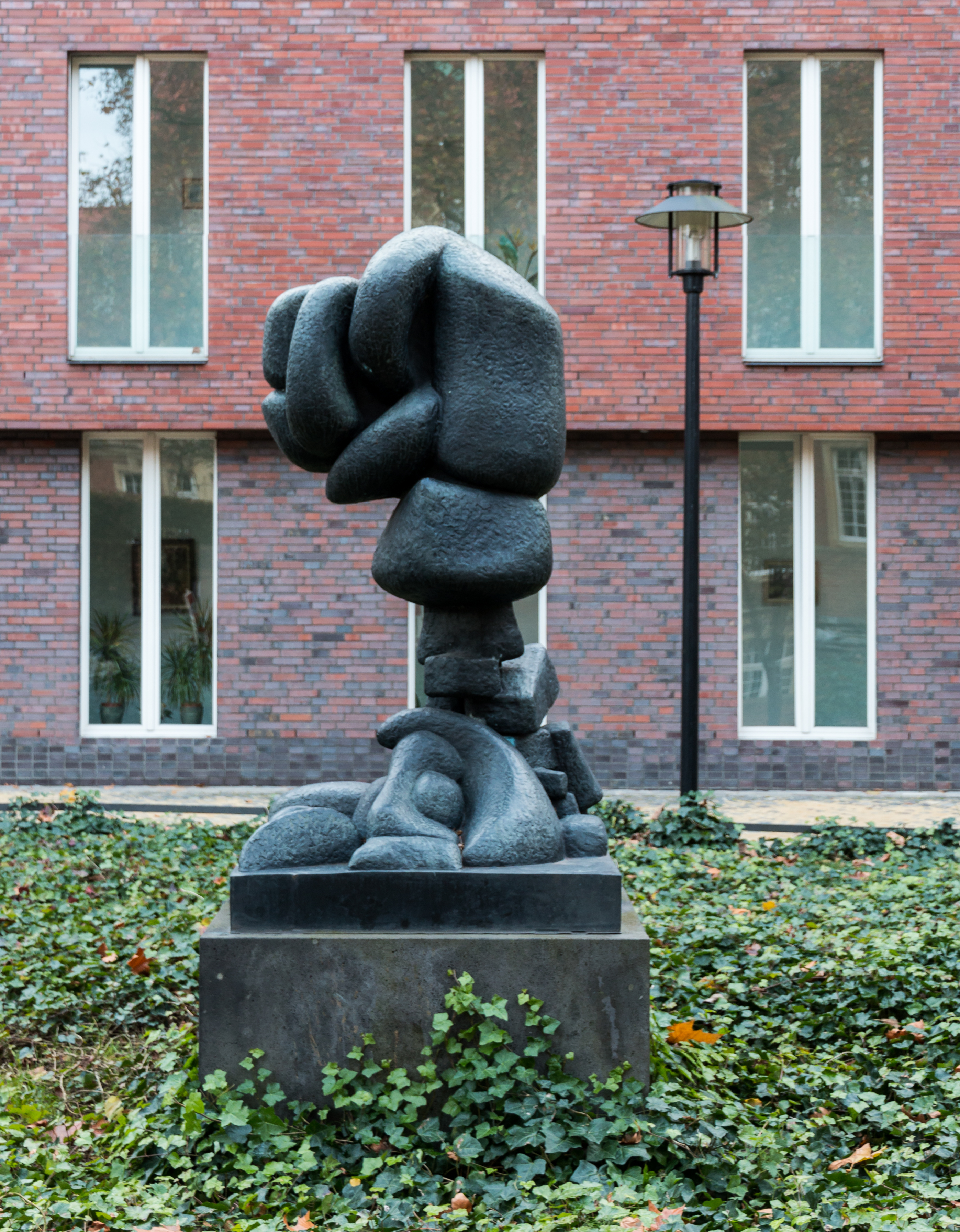
Ascension, 1929, replica in bronzo, Münster

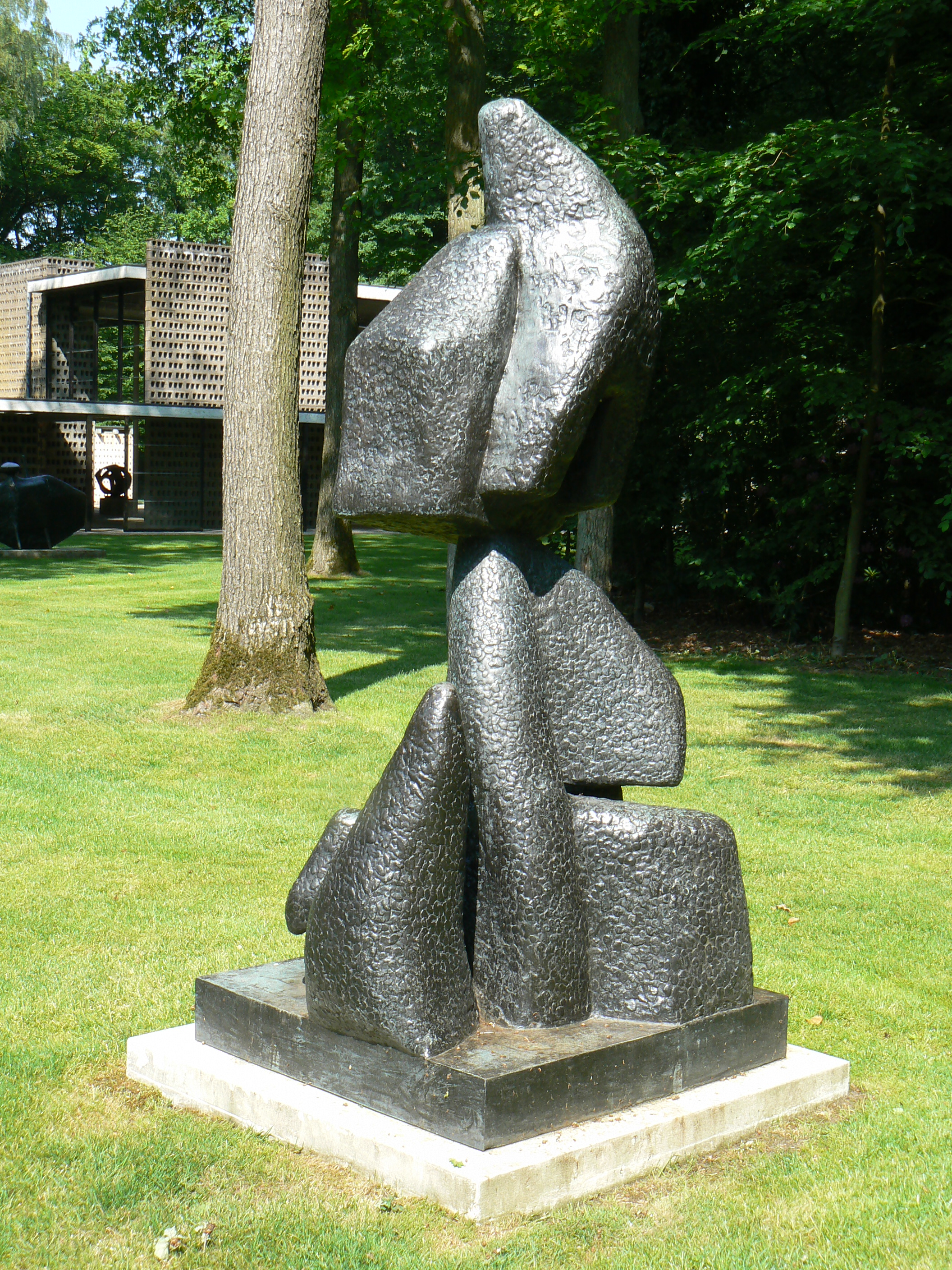
Composition, 1933, replica in bronzo, giardino delle sculture, Museo Kröller-Müller

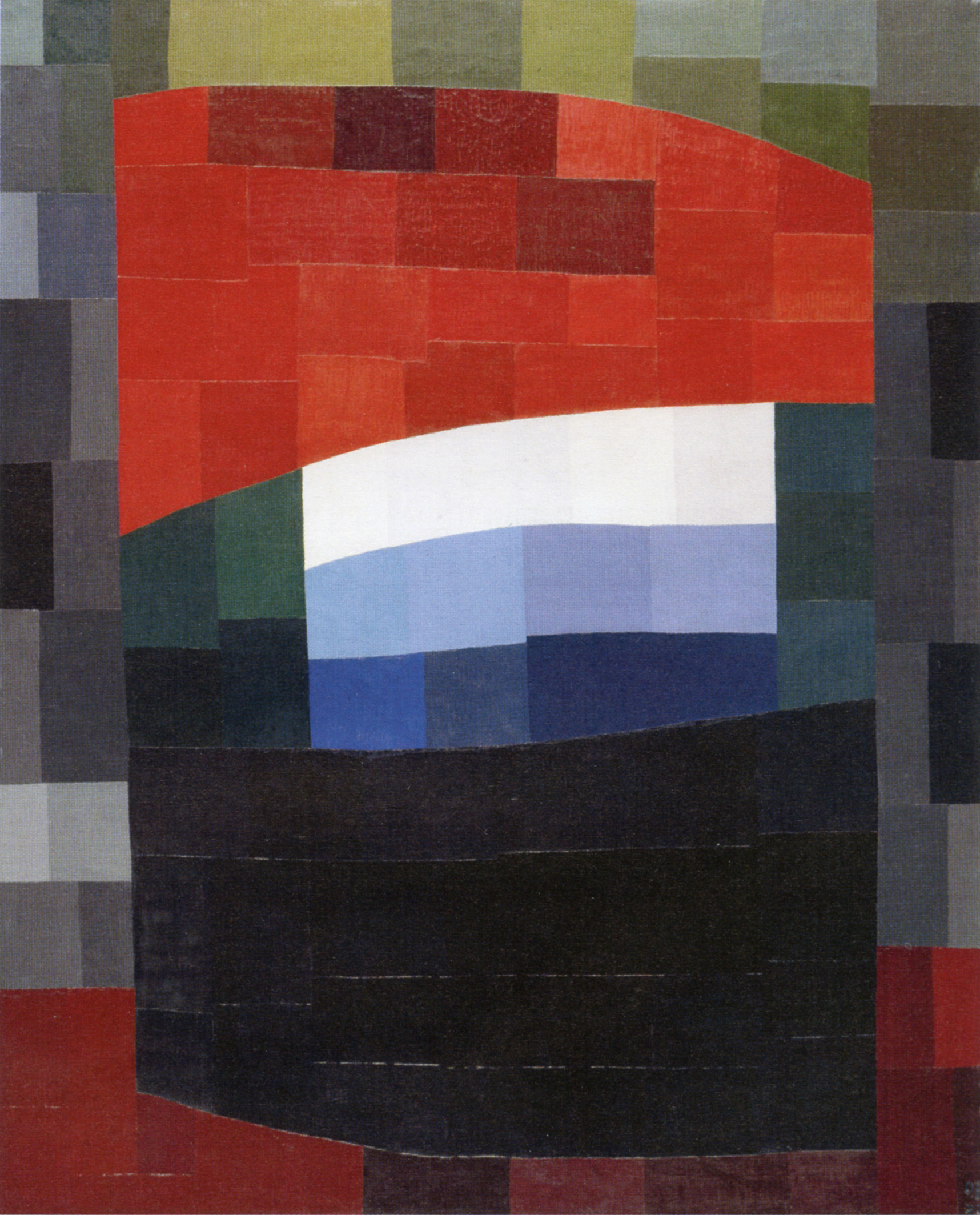
Mein Himmel ist rot [Il mio cielo è rosso], 1933, Musée National d'Art Moderne, Centre Georges Pompidou

Nacque a Stolp, città allora nella provincia prussiana della Pomerania ed ora in Polonia. Era il quinto figlio dello spedizioniere Emil Freundlich e di Berthe Levy, che morì un anno dopo la sua nascita. La famiglia di era di origine ebraica convertita al protestantesimo, anche la seconda moglie di Emil, Rose Bernhardt, allevò i figli nella tradizione protestante.
Freundlich ebbe prima una formazione commerciale, poi dal 1901 si recò a Berlino per consacrarsi agli studi di storia dell'arte con Heinrich Wölfflin, ed anche alla letteratura e la filosofia. Nel 1904, secondo i desideri della famiglia, iniziò un corso di odontoiatria a Monaco ma rinunciò presto per dedicarsi alla letteratura ed alla teoria musicale.
Tra giugno e agosto 1905 attraversò le Alpi a piedi per recarsi a Firenze dove soggiornò fino a novembre. Tornato a Monaco nel gennaio 1906 fu di nuovo a Firenze tra ottobre 1906 e gennaio 1907 dove si convinse delle sue attitudini per la pittura e la scultura. Nel 1907, a Berlino, studiò privatamente presso i pittori Lothar von Kunowski e Lovis Corinth  e lo scultore Arthur Lewin-Funcke.

### L'incontro con l'avanguardia tra Parigi e Berlino
Nel 1908 arrivò a Parigi con un treno di notte in quarta classe. L'unica informazione che aveva era l'indirizzo del Café du Dôme dove avrebbe potuto incontrare Rudolf Levy, un allievo di Matisse. Levy, assieme il critico Wihlelm Luhde, lo aiutò a prendere alloggio e studio in una ex lavanderia, il Bateau-Lavoir a Montmartre; sulla porta gli presentarono un nuovo co-inquilino, «un uomo giovane, abbronzatissimo, con grandi occhi scuri, che ostentava una tuta blu da meccanico»: Pablo Picasso. Al Bateau-Lavoir e nelle scanzonate serate nel vicino Lapin Agile frequentò Max Jacob, Guillaume Apollinaire, Georges Braque, André Derain, Juan Gris, Auguste Herbin, André Salmon e gli altri della cerchia di Montmartre. Nel 1909 Clovis Sagot, uno dei primi mercanti di Picasso, gli organizzò una mostra nella sua galleria.
Nel gennaio 1910 installò uno studio a Berlino dove divenne membro della Berliner Secession. Nell'autunno fu di nuovo a Parigi, in Rue des Abesses, che divenne la sua principale dimora fino al 1914. In questo periodo realizzò le sue prime composizioni astratte. 
Nell'occasione dell'esposizione della secessione del 1911 a Berlino conobbe Karl Schmidt-Rottluff e strinse amicizia con gli storici dell'arte Wilhelm Niemeyer e Rosa Schapire e con il collezionista Josef Feinhals di Colonia che furono fra i primi suoi collezionisti. Durante un soggiorno a Fleury-en-Bière, ai margini della foresta di Fontainbleu, convisse, in uno spirito comunitario e bohèmien, con una coppia di artisti olandesi, Otto et Adya van Rees. Quest'ultima realizzò degli arazzi sulla base delle composizioni di Freundlich che furono poi esposti all'Erster Deutscher Herbstsalon (primo salone d'aututnno) di Berlino del 1913. Nell'estate 1912 espose nella grande mostra Sonderbundausstellung che Niemeyer aveva organizzato a Colonia. Nello stesso periodo espose anche ad Amsterdam. Di nuovo a Parigi fece conoscenza con Brancusi, Modigliani et Amadeo de Souza Cardoso e nel novembre iniziò a scolpire la Grande Tête, resa tristemente famosa come Der neue Mensch dalla mostra Entartete Kunst di Monaco nel 1937 dove appariva nella copertina del catalogo. Tra marzo e luglio 1914 si ritirò nel laboratorio di restauro della Cattedrale di Chartres per studiarne accuratamente le vetrate.

### La prima guerra mondiale ed il dopoguerra in Germania
Nell'estate 1914, poco prima dello scoppio della guerra, tornò in Germania dove fu arruolato nel servizio sanitario. Riuscì a mantenersi in attività dipingendo, disegnando e realizzando le sue prime incisioni. Strinse amicizia con Raoul Hausmann, Hannah Höch ed il gruppo dadaista di Berlino. Nel 1916 sposò la pianista Dore Leeser, la coppia divorziò già nel febbraio 1918. Nel 1916/17 partecipò al movimento pacifista collaborando con testi ed incisioni alla rivista Die Aktion. Alla fine del 1918, nell'immediato dopoguerra, partecipa alla fondazione del Novembergruppe. Nel 1919 il suo grande mosaico Die Geburt des Menschen venne esposto alla galleria di Fritz Gurlitt a Berlino e alla mostra di novembre del Kölner Kunstverein. Nello stesso anno organizzò con Max Ernst e Johannes Theodor Baargeld la prima mostra dadaista di Colonia.
Agli inizi degli anni venti Walter Gropius tentò senza successo di farlo assumere come insegnante al Bauhaus. Dal gennaio 1921 alla fine del 1922, visse principalmente a Berlino. Partecipò alla Grosse Berliner Kunstausstellung nella sezione del Novembergruppe. Nello stesso periodo aderì al gruppo di artisti anarchici Kommune (Raoul Hausmann, Hedwig Hausmann, Tristan Rémy, Ludwig Hilbersheimer, Stanislaw Kubicki) con cui partecipò all'Internationaler Kongress fortschrittlicher Künstler a Düsseldorf e poi all’Internationale Ausstellung revolutionärer Künstler organizzata a Berlino. Nel giugno 1923 si sposò una seconda volta. In agosto, tornò brevemente a Parigi per partecipare al Salon des indépendants. Nel settembre 1924, pubblicò in francese nella rivista 7e Jour uno studio sui pittori tedeschi contemporanei che ebbe una notevole eco. 

### Ritorno in Francia
A febbraio o marzo 1925 si stabilì di nuovo a Parigi. Nel 1927 Freundlich realizzò Fragments de figure à l’ensemble des plans un'opera che prefigura parzialmente la sintassi delle sue opere degli anni trenta. Nel maggio 1928, iniziò la sua scultura monumentale Ascension, terminata nell'estate 1929 ed esposta alla mostra Abstrakte Kunst und Surrealismus alla Kunsthaus di Zurigo. Nel 1930 partecipò alla mostra dell'associazione Cercle et Carré presso la galerie 23 a Parigi. La scultura del 1912 Grande Tête entrò per donazione nelle collezioni del Museum für Kunst und Gewerbe di Amburgo. Passò l'estate con i coniugi van Doesburg ad Auvers-sur-Oise e qui realizzò una grande composizione, oggi al museo Tavet-Delacour di Pontoise. Scrisse anche un testo per la celebrazione del quarantesimo anniversario della scomparsa di Van Gogh. Nello stesso anno iniziò la sua lunga relazione con la pittrice Jeanne Kosnick-Kloss. Nel 1931 divenne membro del Salon des indépendants e del comitato direttivo dell'associazione Abstraction-Création e tenne la sua seconda mostra personale alla galleria Becker und Newman di Colonia. Scrisse un testo per il cinquantesimo compleanno di Picasso. Nel 1933 realizzò un'altra scultura monumentale, Composition, ed il dipinto Mein Himmel ist rot [Il mio cielo è rosso], ora al Centre Pompidou. Assieme alla compagna divenne membro dell’Association des écrivains et artistes révolutionnaires (AEAR) molto vicina al partito comunista, probabilmente su invito dell'amico Tristan Rémy. Il giorno 11 aprile il Bauhaus venne sgomberato ad opera dei nazisti, Freundlich allora pubblicò un testo apertamente anti-nazista: "Für das Bauhaus und Gegen die Kuturreaction" (Per il Bauhaus e contro la reazione culturale). Nel 1934 con il rilevante aiuto dell'amico Braque cercò di ottenere la cittadinanza francese, ma l'operazione risultò troppo costosa. Espose al Salon des indépendants, partecipazione che ripeté nell'anno successivo quando espose anche nel Salon de l’art mural il grande bozzetto Hommage aux peuples de couleur. Nel 1936 fondò con Jeanne una propria scuola d'arte privata, Le Mur, e fece alcuni scambi di opere con Kurt Schwitters. 
Nel 1937 l'immagine della sua scultura Grande Tête del 1912 venne riprodotta sulla copertina del catalogo della mostra Entartete Kunst con il titolo diffamante Der Neue Mensch, contemporaneamente i nazisti sequestrarono quattordici sue opere esposte nei musei pubblici tedeschi. Der Neue Mensch non è mai più stata ritrovata e si suppone sia stata distrutta; altre sculture invece sono state fortunosamente ritrovate durante uno scavo per la metropolitana a Berlino e sono ora esposte al Neues Museum.
Lo stesso anno il fotografo Willy Maywald organizzò nel suo studio parigino una mostra di opere di Jeanne Kosnick-Kloss et Otto Freundlich. Freundlich divenne membro della neonata Union des Artistes Allemands Libres e partecipò a numerose mostre collettive tra Parigi, Bordeaux, Londra, Chicago, etc. 
Nel 1938 per il suo sessantesimo compleanno, la galleria di Jeanne Bucher-Myrbor organizzò una mostra delle sue opere, per l'occasione un numeroso gruppo di artisti firmano un "appello alla donazione" per sostenerlo economicamente. L’appello criticava apertamente l'operato dei nazisti ed era firmato tra gli altri da Braque, Derain, Ernst, Gropius, Kandinsky, Kokoschka, Leger, Picasso, Adler, Herbin. Due opere vennero acquistate dallo stato francese. Nel 1939 partecipò al primo Salon des réalités nouvelles organizzato da Robert e Sonia Delaunay presso la galleria Charpentier di Parigi ed ebbe una personale alla galleria di René Breteau sempre nella capitale. 

### La seconda guerra mondiale
Con lo scoppio della seconda guerra mondiale nel settembre 1939 Freundlich venne internato come cittadino nemico dalle autorità francesi e trasferito di campo in campo fino al febbraio 1940 quando fu rilasciato forse grazie all'influente intervento in suo favore di Picasso. Tornato a Parigi riusci a partecipare al Salon des indépendants al Palais du Chaillot ma a maggio, al momento dell'invasione tedesca della Francia, fu di nuovo arrestato. Nel giugno ottenne gli arresti domiciliari in un albergo di Saint-Paul-de-Fenouillet nei Pirenei Orientali, nella zona controllata dal Governo di Vichy. Qui iniziò la redazione di Ideen und Bilder a cui lavorò fino al 1942. Venne raggiunto a settembre dall'amata Jeanne Kosnick-Kloss e assieme cercarono disperatamente il modo di emigrare negli Stati Uniti, i tentativi però fallirono. A dicembre, per sfuggire alle deportazioni in atto, si nascosero nel villaggio di Saint-Martin-de-Fenouillet. Il 23 febbraio 1943 vennero arrestati, su denuncia di un vicino, durante un rastrellamento ad opera della polizia Vichy. Vennero trattenuti prima nel campo di Gurs, poi Otto venne avviato al campo di Drancy e di qui deportato al campo di concentramento di Majdanek dove probabilmente venne ucciso il giorno stesso del suo arrivo, il 9 marzo 1943.
Rilasciata da Gurs, Jeanne si ritirò nel loro studio di Parigi e conservò fino alla morte le opere e la memoria di Otto.